# Sætet
Sætet (norwegisch für Sitz) ist ein großer Bergkessel im ostantarktischen Königin-Maud-Land. In der Gjelsvikfjella liegt er auf der Nordseite der Mayrkette.
Erste Luftaufnahmen entstanden bei der Deutschen Antarktischen Expedition 1938/39 unter der Leitung Alfred Ritschers. Norwegische Kartografen, die das Tal auch deskriptiv benannten, kartierten es anhand von Luftaufnahmen und Vermessungen der Norwegisch-Britisch-Schwedischen Antarktisexpedition (1949–1952) und Luftaufnahmen der Dritten Norwegischen Antarktisexpedition (1956–1960) aus den Jahren von 1958 bis 1959.